# Pachyceryx clypeatus
Pachyceryx clypeatus är en fjärilsart som beskrevs av Sergius G. Kiriakoff 1965. Pachyceryx clypeatus ingår i släktet Pachyceryx och familjen björnspinnare. Inga underarter finns listade i Catalogue of Life.